# Романика
Романика је уметнички правац који се развио у средњовековној уметности у 11. и 13. веку и раширио се у архитектури и сликарству. На Истоку се развија византијска уметност.
Назив овог појма је од речи Рим- Рома јер је правац инспирисан уметношћу старог Рима. Настаје у Италији, пробија се у Европу и класичан је пример контемплативног приступа ка вери у првој половини средњег века. Овај правац носи и шири црква.
У романици јављају се школе које су имале своје особености и своје карактеристичне боје и развијале су се у оквиру свештеничких редова по манастирима па ако постоји у уметности и профана компонента она је у односу на сакралну незнатна. У свом општем концепту уметност је интернационална и има свеобухватни карактер а настала је и развијала се из античке традиције чији су елементи прерађени и трансформисани и упијени. Традиција варварских, гераманских и словенских племена утицала је на уметност. Германи су били традиционални мајстори и уметници у обради метала.

## Опис
До 11. века Црква је поседовала већи део земље, стекавши је преко поклона и због тога се њено богатство енормно повећало. Претпоставља се да је Црква у овом периоду поседовала преко четвртине француске територије. Такође, вредан приход Цркви су обезбеђивали прилози верника који су посећивали храмове и долазили на ходочашће, да би видели неке свете реликвије. Ускоро почињу да се граде велике зграде у којима би се чували вредни предмети и на привлачан начин приказивали. Тако је Црква постала изузетно важан покровитељ уметности тог времена, наручујући градњу нових архитектонских умећа, као и уметничких дела на религиозне теме - међу којима су биле уметничке слике и висећи украси на олтару. Већина скулптура и архитектонских достигнућа тог раног средњовековног периода израђивала су се у стилу који подсећа на стари Рим.

## Историјска позадина
Након пропасти Западног римског царства у 5. веку на простору дотад јединственог царства, повезаног истим законом, језиком и добрим римским цестама, настале су бројне државице и за 5 векова нестало је готово било којег трага европског јединства. Оно што је било још горе, потпуно се урушио дотадашњи економски систем, тако да се ни старо није могло одржавати, а за ново није било ни знања ни моћи. Истина франачки цар Карло Велики је у 9. веку поновно ујединио готово целу западну Европу, али се његова творевина брзо распала. Тако да је већ у 11. веку (на подручју где се данас налази тридесетак држава) тада било око две стотине феудалних творевина, војводстава, грофовија, кнежевина и краљевина. Свака од тих феудалних јединица, била је унутар себе један затворен свет, подељен на још мање феудалне творевине у којима је власт била у рукама: племства, свештенства и тек у мањој мери грађанства. Та троделна моћ очитује се градњом претежно три врсте објеката: племићких двораца (бург), манастира, градских цркава и покојег световног објекта. Једина кохезиона снага тог света било је хришћанство које је било присутно у свим порама живота.
Крајем 10. века варварски народи су у највећој мери евенгелизовани, али још и тада је било масовних покрштавања (читава села, и покрајине) због тог су романичке цркве имале уз себе и посебну грађевину баптистериј у којем се тај обред могао обавити.
Током романике су ојачали бенедиктинци а њиховом реформом из 1084. изнедрили су се и нови црквени редови; клинијевци, цистерцити (1098) и картезијанци. Њихови самостани одиграли су велику улогу у мукотрпним путовањима ходочасника преко Алпа, преко којих тада више није било никаквих путева, јер су пружали какву такву сигурност ходочасницима, и омогућили има да у етапама од једног до другог самостана стигну до далеког циља Рима или до Сантијаго де Компостеле у Галицији. Ходочасници су одиграли велику улогу у поновном зближавању Европе и ширењу идеја и трговине. Велику улогу у ширењу романике одиграла је опатија Клини са својим редом и својим богатим опатима, који су градили самостане широм Европе.
Током романике се поновно формирају већа градска насеља, са занатлијама и трговцима, који се позиционирају између сељаштва и племства, и постају важан фактор средњовековног друштва. Тадашња Европа била је силно политички разједињена, једино је вера била велики кохезиони фактор тако да су папе имали велики утицај на политику. Европу је већ пре угрозио ислам који је продро из Алжира у Шпанију и ту основао свој Кордобски калифат. Верски занос је прво искориштен за истеривање Арапа из Шпаније 1035, након тога је папа Урбан II (и он је био монах из Клинија), иницирао Први крсташки рат 1095. Тад је било исто тако јако пожељно ићи на ходочашће у Свету земљу, и то је разлог за ослобођење светих места. Крсташки ратови нису донели трајно ослобођење Свете земље, али су Европљанима проширили хоризонте, они су упознали архитектуру далеке Јерменије, Сирије и део тог искуства уградили у уметност романике.

## Архитектура
Романска архитектура је инспирисана античком уметношћу. У инат модерним представама о животу у ово време, не само властеле и витезови већ и купци, занатлије, свештенство, мисионари, путују Европом и разносе знања потребна за конструкцију зграда.
Романичке цркве су у основи задржале тлоцрт латинског крста и распоред ранохришћанске базилике. Испочетка су имале равни дрвени плафон, а касније се развио камени полукружни и бачвасти свод. Средњи црквени брод је одељен од бочних ступова са капителима, који добијају коцкасти облик и украшени су клесаним биљним и фигуралним мотивима. Главна карактеристика романичког стила су полукружни лукови, који имали своју градитељску функцију као носачи горњих делова зидова, али и чисто естетску јер су се користили свуда, код портала, прозора, па и тамо где нису имали никакву функцију осим естетске, као код слепих аркада које су украшавале спољне делове зидова испод горњег кровног венца.
Уз прочеље романичких цркава, се обично подижу по два звоника, у Италији је био обичај градње само једног који је стајао по страни од саме цркве. У Романици долази до великог процвата грађевинске делатности, посебно изградња цркви, манастира, племићких утврђења (донжон). У црквеном градитељству превладавају једноставне грађевине масивних зидова, богата хоризонтална рашчлањеност, камени полукружни и бачвасти сводови, полукружни лукови и коцкасти капители често урешени биљним и фигуралним мотивима.

### Карактеристични знаци
Грађевински материјал, камен, опека и спољашњи зидови се не малтеришу.

### Карактеристике романске архитектуре
- Тешки сводови
- чврсти и широки зидови у малтеру
- подупирачи- велики, моћни пиластери и стубови
- мали отвори за врата и прозоре
- велика маса и мала рашчлањеност
- кружни лук (за разлику од изломљеног лука који се појављује у Готици)

## Сакрални објекти

### Тип централног објекта
- Основа круга (ротонда) или квадрата,
- Један брод

### Тип подужне цркве
- Основа крста (базилика)
- Вишебродне цркве

У архитектури а нарочито у сакралној нису се дешавале значајне промене које би се могле кратко карактерисати у прероманско доба, када можемо утврдити одређену само кратку стагнацију и само наизглед варварско прекидање да би прешли од ранохришћанске базилике ка једном новом типу храма којег карактерише углавном метрум и модул тако да и дужина базилике и ширина њена стоје у сразмери још више о томе налазимо у доба готске архитектуре.

## Сликарство
Романско сликарство се инспирише у римској архитектури као и каролиншкој и отонској ренесанси. У сликарству се гаји зидно сликарство, јавља се мотив Христа у мандорли. Прозори се украшавају витражима а у Италији се развија сликарство на плочи. У књижном сликарству употребљава се гваш боја и златна боја- материјал је од пергамента или магареће коже.
Средњовековни уметник полази од идеје и тражи у природи оно што би му помогло и послужило не интересујући се за законе у природи, већ га интересује логика слике и законе у природи јој подређује. Људска фигура нема улогу да фасцинира посматрача већ је дата сведено и у оној мери доречено да би слика била разумљива. Пропорцијски су већи и по хијерархији важности дати су ликови, па и прст који показује јесте већи и пажња треба да буде увучена у језгро догађања. Сликарство се развијало као зидно сликарство или као фреска а ређе као мозаик, а присутно је и књижно осликавање и икона као и таписерије. Не постоје велики културни центри.

## Вајарство
Пропашћу Римског царства, изумрла је и традиција клесања великих скулптура у камену и ливења у бронзи, у Западној Европи из економских разлога, а у Византији због верских разлога (Иконоклазам). За читаво то време од готово пет векова, направљено је врло мало скулптура у природној величини, а и оне су рађене од јефтиних материјала; штука, гипса или дрва тако да је мало примерака остало до данас. Најпознатији преживели велики скулпторски рад протороманике у Европи је дрвено распело у природној величини, које је наручио надбискуп Геро у Келну око 960-65, то распело постало је прототип за сва каснија распела.
Први пут након касне антике, се поновно појављује јак осјећај за пластично тек у романичком вајарству. Кипарске теме су искључиво религиозног карактера, - с нагласком на страшну судбину оних који нису вјерници (крштени); најчешћи призори на порталима и венцима цркава су Страшни суд, и последице по оне који нису верници; призори из Пакла, као и призори мартирија светаца. То је високо шематизовано вајарство, у којем се знало где који лик треба да стоји, и шта завређује коју величину.

## Примењене уметности
Током романике се развила трговина реликвијама, које су постале изузетно цењена роба, тако да се реликвијаријима (кутијице, ковчези и слични предмети) посвећивало јако пуно времена и није се штедело новаца за њихову израду. Чак су и мајстори који су их израђивали били на већој цени од сликара или архитеката тога времена, јер се за многе од њих зна. То су најчешће били предмети од племенитих метала, украшени драгуљима, слоновачом и емајлом, техником која је тад била на великој цени. Најпознатији реликвијари тог времена су Ковчег три краља из катедрале у Келну, рад мајстора Николе из Вердуна и његових сарадника (око 1180–1225), триптих из самостана Ставелот (у којем се чувао остатак правог крста) и реликвијаријум св. Маура из катедрале у Ремсу (данас у Чешкој, Бечов над Теплу), које су направили тад изузетно цењени белгијски златари из долине Месе. Ти предмети су такође били и мала скулпторска дела, рађена потпуно у складу са укусом романике, сваки лик имао је јасно одређен простор, своју лунету.